# Mémorial National aux Martyrs Juifs de Belgique
Le Mémorial national aux martyrs juifs de Belgique (en néerlandais : Nationaal Gedenkteken der Joodse Martelaren van België) est un mémorial dédié aux victimes juives de l'Holocauste en Belgique pendant la Seconde Guerre mondiale. Le monument est situé sur la place des Martyrs Juifs à Cureghem, un quartier de la commune belge d'Anderlecht dans la région de Bruxelles-Capitale. Il s'agit d'une initiative de l'ASBL Union des Déportés Juifs de Belgique, Filles et Fils de la Déportation. Le mémorial est officiellement inauguré le 19 avril 1970, à l'occasion de l'anniversaire du soulèvement du ghetto de Varsovie, en présence du Premier ministre de l'époque, Gaston Eyskens, du bourgmestre d'Anderlecht, Joseph Bracops, du grand rabbin de Belgique, Robert Dreyfus, et du pasteur P. Kahlenberg.
Le mémorial n'est ouvert que sur rendez-vous.

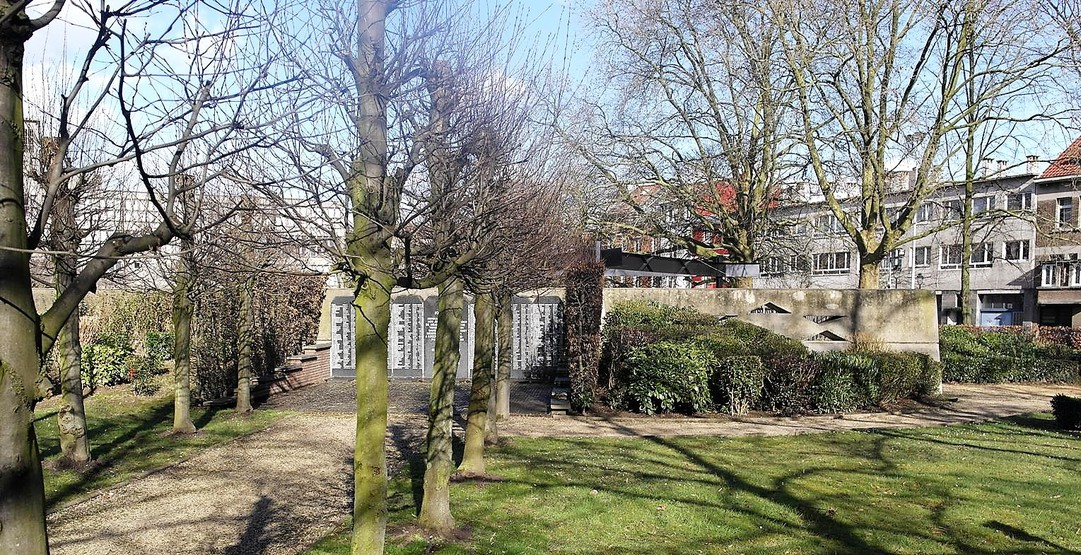

## Histoire
L'intention initiale était d'ériger le mémorial dans la caserne Dossin à Malines. Cette ancienne caserne militaire fut le point de rassemblement des transports de déportés de Belgique vers Auschwitz-Birkenau. Mais la caserne Dossin était la propriété du gouvernement belge, qui n'était pas favorable à la transformation de la caserne en mémorial et musée. De plus, le prix d’achat élevé rendait impossible l’établissement d’un mémorial à cet endroit. Ce n'est qu'en 1995 que le Musée juif de la Déportation et de la Résistance y a été inauguré.
Finalement, l'initiative revient à Joseph Bracops, bourgmestre de la commune d'Anderlecht entre 1947 et 1966. Bracops est lui-même un survivant des camps de concentration. Après la Seconde Guerre mondiale, il décide de mettre à disposition un terrain à Cureghem pour la construction d'un mémorial. Celui-ci est finalement construit sur l'ancien site de l'usine Debbaudt. Il était prévu que l'usine soit détruite, conformément au nouveau plan structurel de Bracops, qui prévoyait la démolition des entreprises nuisibles aux personnes et à l'environnement.

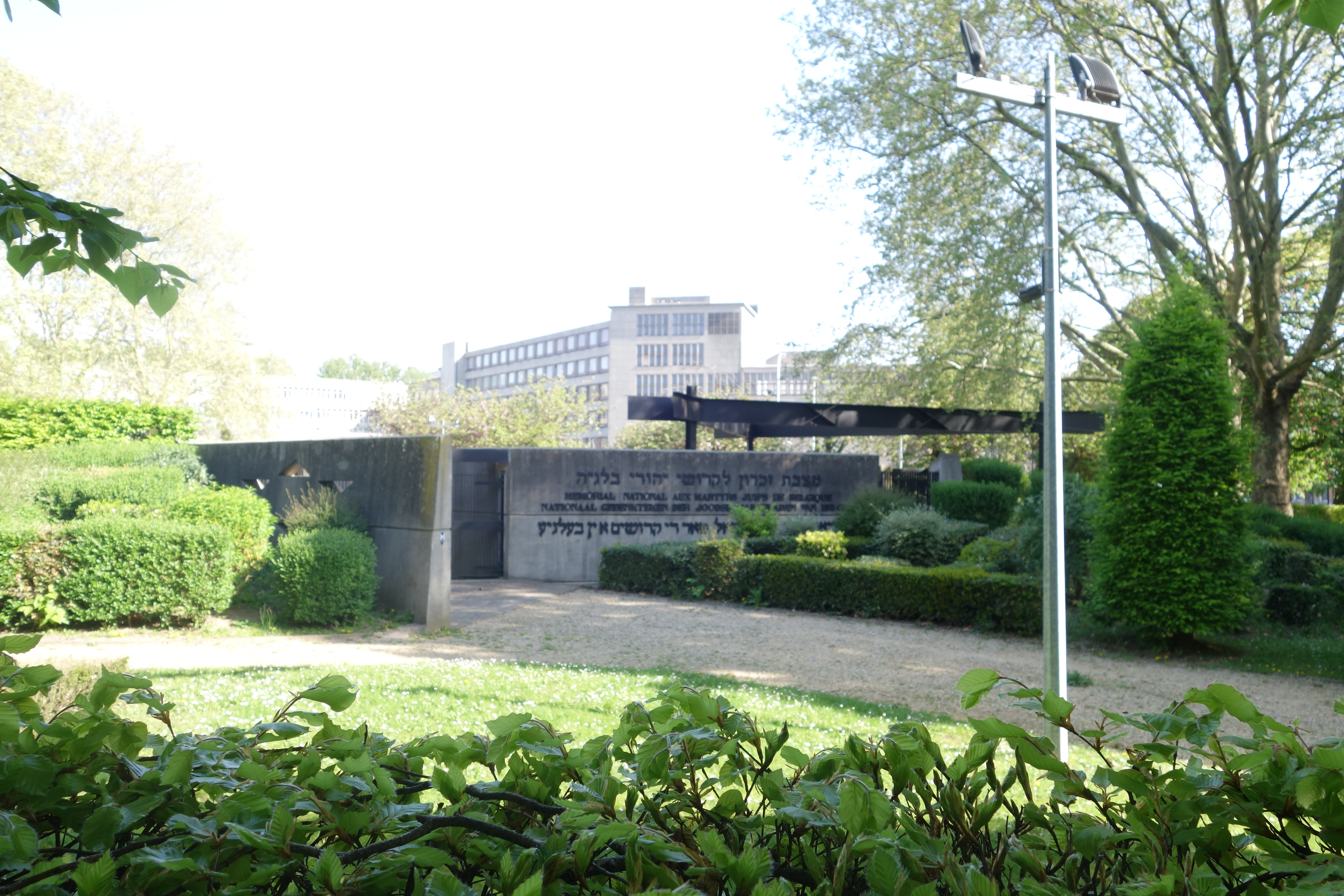

### Cureghem
Le quartier anderlechtois de Cureghem est un centre industriel jusqu'à la Seconde Guerre mondiale, attirant beaucoup les nouveaux arrivants venus de l’étranger. Plusieurs vagues d'immigrants juifs y sont arrivées successivement. Il s'agissait principalement de personnes originaires d'Europe de l'Est fuyant la montée de l'antisémitisme durant l'entre-deux-guerres. La première communauté juive s'installe d'abord autour de la gare de Bruxelles-Midi. En 1933, les immigrés se rapprochèrent du centre, près de la nouvelle synagogue. Ces immigrants juifs ont joué un rôle important dans l’économie locale du quartier, en partie grâce aux petites entreprises familiales qu’ils y ont établies. Peu à peu, ils sont devenus la force motrice de l'industrie textile florissante de Cureghem,,.

### Concours
En 1964, un concours est organisé pour la conception du mémorial par la Fédération royale des associations d'architectes de Belgique (FAB). Parmi les 24 candidats, c'est André Godart qui est choisi. Pour la construction du mémorial, il a reçu le soutien de l'architecte Odon Dupire et des cabinets d'études Jacques Lewin et Louis Cantor. Le projet a été en grande partie financé par des dons de la communauté juive, avec une contribution de l'État belge,.

## Mémorial
Le mémorial est constitué de hautes dalles de béton qui forment ensemble un hexagone. D’une part, il s’agit d’une référence à l’étoile de David, d’autre part, elle symbolise également une communauté brisée. De plus, ces plaques assurent que le mémorial est protégé du monde extérieur, lui permettant de servir de synagogue en plein air. À l'intérieur se trouvent des dalles de granit portant les noms de 25 000 Juifs déportés à Auschwitz-Birkenau entre le 4 août 1942 et le 31 juillet 1944 et qui ne sont pas revenus. Les inscriptions sont en quatre langues : hébreu, néerlandais, français et yiddish. Il y a également une plaque avec les 242 noms des combattants juifs de la résistance pendant la Seconde Guerre mondiale,,.
Une scène, orientée à l'est, sert également d'autel. Derrière celle-ci se trouve un motif mural de chaînes en acier en forme de menorah qui n'a que six bras au lieu de sept. Cela fait référence à une communauté brisée. Les chaînes d'acier sont le symbole des baraquements d'où les victimes ont été déportées. Au-dessus de la scène se trouvent deux poutres métalliques, référence aux voies par lesquelles les déportés étaient conduits vers les camps. Avec l'estrade, une étoile de David est formée. En outre, il existe aussi un registre contenant divers témoignages (lettres, livres et récits). Il existe également des parchemins portant les noms des victimes qui ont été déportées d'autres pays. Enfin, une crypte est présente sous le mémorial,,.

## Protection et restauration
Depuis l’ouverture du mémorial, des problèmes de sécurité et de protection se posent. En mars 1973, les tuiles de la crypte sont retournées. Puis, en 1981, l'une des dalles de granit est volée. À la suite de ces dégradations, des barbelés sont installées autour du mémorial. Cependant, les choses ne s'améliorèrent pas, dans les années qui suivirent, des enfants y jouèrent au football, des dalles de marbre furent brisées et la crypte devint un lieu de couchage pour sans abris.
Le 5 septembre 2001, une procédure de reconnaissance officielle du mémorial, et donc de renforcement de sa protection, est lancée. Cette procédure de classement est menée par le Service des Monuments et Sites de la Région de Bruxelles-Capitale, à la demande de la Fondation Mémorial. Le mémorial est un monument officiel depuis le 23 octobre 2003, reconnu par la Région de Bruxelles-Capitale. Cela ne signifie pas que la disparition des problèmes de sécurité et de vandalisme. En 2006, une urne est dispersée, et des vandales détruisent des vitrines et des documents comme le parchemin portant les noms des victimes expulsées d'autres pays.
Le mémorial a été restauré en 2013 grâce à une collaboration entre le Musée juif de Belgique, la Fondation pour le Judaïsme en Belgique, la Fondation pour le Monument des Martyrs Juifs, l'Union des Déportés Juifs et l'Association de l'Enfant Caché. Isidore Zielonka en est l'architecte responsable. Les travaux sont réalisés par Origin, agence de design, et Rebeton. Les dalles de granit sont nettoyées, le monument traité contre la corrosion, la structure métallique peinte et la crypte réimperméabilisée.
En 2014, la situation ne s'améliore pas. Lors de l'inauguration d'une plaque commémorative à la mémoire d'Isidore Zielonka, l'un des cofondateurs du monument, des pierres sont lancées sur la vingtaine de personnes présentes. Dès lors, le monument n'est plus ouvert que pour des visites sur rendez-vous. L'attaque terroriste contre le Musée juif le 24 mai 2014 a entraîné la fermeture du monument jusqu'au retour du calme. Depuis lors, le mémorial est resté fermé la plupart du temps,.
Annuellement, la cérémonie Yom HaShoah est organisée annuellement au Mémorial aux alentours du 19 avril. Elle est précédée par une lecture de tous les noms des déportés juifs de Belgique.

## Sources
1. 1 2  « Le mémorial », sur Martyrs juifs de Belgique | Mémorial 50 | Anderlecht (consulté le 2 juillet 2025)
2. 1 2 3 4  « Mémorial National aux Martyrs Juifs de Belgique – Inventaire du patrimoine architectural », sur monument.heritage.brussels (consulté le 2 juillet 2025)
3. 1 2 3 4 5 6 7 8  Daniel Weyssow, Le Mémorial national aux Martyrs juifs de Belgique entre histoire, mémoire et avenir, décembre 2017
4. ↑  Nicolas Zomersztajn, « Le Mémorial aux martyrs juifs d'Anderlecht en situation d'abandon? », cclj.be,‎ 19 octobre 2015 (lire en ligne [archive du 15 avril 2019])
5. 1 2 3 4 5 6 7  Dirk De Caluwé, Verzet en Deportatie, septembre 2014
6. ↑  « 'Le Triangle', quand Anderlecht abritait un quartier juif - RTBF Actus », sur RTBF (consulté le 2 juillet 2025)
7. ↑  Gilbert Dupont, « Exclusif: Plus de visite du Mémorial des Martyrs Juifs! », La Dernière Heure,‎ 5 novembre 2015 (lire en ligne)

### Ouvrages
- Martin Winstone, Les mémoriaux de l'Holocauste en Europe. Un guide historique, BBNC Publishers, Amersfoort, 2014, p. 60.
- D. De Caluwé, Cureghem. Partie 1. Contexte historique, Beeldenstorm et. al., 2013, pp. 13, 48.
- J. Van Audenhove, Les rues d’Anderlecht, Commémoration du vingtième anniversaire de la fondation d’Anderlechtensia, C.A.F.H.A, 1995, p. 167.

### Périodiques
- R. Diderich et M. Jacobs, «Monuments et biens protégés à Anderlecht – suite», Anderlechtensia, septembre 2003.* E.Vancoppenollle, «24.036 namen in zwart marmer», Brussel Deze Week, 17.01.2013, p. 8.